# Berngau
Berngau – miejscowość i gmina w Niemczech, w kraju związkowym Bawaria, w rejencji Górny Palatynat, w regionie Ratyzbona, w powiecie Neumarkt in der Oberpfalz, wchodzi w skład wspólnoty administracyjnej Neumarkt in der Oberpfalz. Leży w Jurze Frankońskiej, około 6 km na południowy zachód od Neumarkt in der Oberpfalz.

## Dzielnice
W skład gminy wchodzą następujące dzielnice:
| - Berngau - Allershofen - Dippenricht - Mittelricht | - Neuricht - Röckersbühl - Tyrolsberg - Wolfsricht |

## Zabytki i atrakcje
- ratusz, wybudowany w 1593
- kościół pw. św. Piotra i Pawła (St. Peter und Paul) z 56 metrową wieżą